# Navelgranuloom

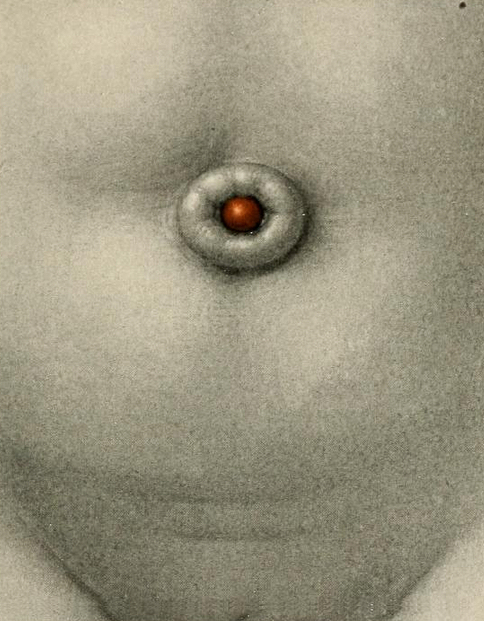
Navelgranuloom

Een navelgranuloom is granulatieweefsel ('wild vlees') op de plaats waar de navelstomp is afgevallen. De navel blijft dan vochtig. Dit komt vooral voor tijdens het rottingsproces, wanneer een navelstomp vochtig blijft in plaats van te drogen en af te vallen. Vaak volstaat de behandeling door de navelstomp te reinigen en aan te stippen met moedermelk. Als de moeder geen borstvoeding geeft of het granuloom na enkele dagen niet verdwijnt, zal deze toch aangestipt moeten worden met zilvernitraat, waarbij eerst de huid om de navel met vaseline is ingevet om beschadiging te voorkomen.